# Jofay
Jofay (auch: Chowaye, Chovaye, Ciovai, Ciuai, Isola Giovai, Jasiira Jowai, Jevai Island, Tovai) ist eine Insel von Somalia mit einer Fläche von 5,46 km². Sie gehört politisch zu Jubaland und geographisch zu den Bajuni-Inseln, einer Kette von Koralleninseln (Barriereinseln), welche sich von Kismaayo im Norden über 100 Kilometer bis zum Raas Kaambooni nahe der kenianischen Grenze erstreckt.

## Geographie
Die Insel liegt gegenüber der Mündung des Flusses Lag Salaam und zwischen den Inselchen Bengadiine und Bawaadi im Süden sowie dem langgezogenen Ambuu im Norden.
Die Insel bildet im Süden einen Ankerplatz. Sie liegt ca. 1,5 km von der Küste entfernt. Sie ist mehrere Kilometer lang und bis knapp 1 km breit. Flächenmäßig ist sie die drittgrößte Insel der Bajuni-Inseln.

## Klima
Als Klima herrscht heißes Steppenklima mit Monsuneinfluss.